# Notropis scepticus
 Notropis scepticus és una espècie de peix cipriniforme de la família dels ciprínids.

## Morfologia
Els mascles poden assolir els 9 cm de longitud total.

## Distribució geogràfica
Es troba a Nord-amèrica: des de Carolina del Nord fins a Geòrgia.